# متلازمة ألفاريز
متلازمة ألفاريز هي اضطرابٌ طبي يصبح فيه البطن منتفخًا دون أي سببٍ واضح، مثل الغازات المعويَّة. قد يحدث ذلك عندما تنقبض عضلات جدار البطن العلوي وتدفع محتويات البطن إلى الأسفل والأمام. قد يكون أيضًا اضطرابًا نفسيًا. سميَّ نسبةً إلى مكتشفه والتر ألفاريز في أواخر أربعينيات القرن العشرين.